# 178 Belisana
Belisana (asteroide 178) é um asteroide da cintura principal com um diâmetro de 35,81 quilómetros, a 2,3520454 UA. Possui uma excentricidade de 0,0438536 e um período orbital de 1 409,21 dias (3,86 anos).
Belisana tem uma velocidade orbital média de 18,99031118 km/s e uma inclinação de 1,89948º.
Este asteroide foi descoberto em 6 de Novembro de 1877 por Johann Palisa.
Este asteroide recebeu este nome em homenagem à deusa Belisama da mitologia celta.